# Себастьян Фесінгер
Себастіян Фесінґер (іноді Себастян Фесінґер, Севастіан Фесінґер, нім. Sebastian Fesinger; ? — 1768) — скульптор та архітектор середини XVIII ст. німецького походження. Вважається одним з головних представників львівського рококо разом з Йоганом Ґеорґом Пінзелем і Антоном Осинським.

## Життєпис

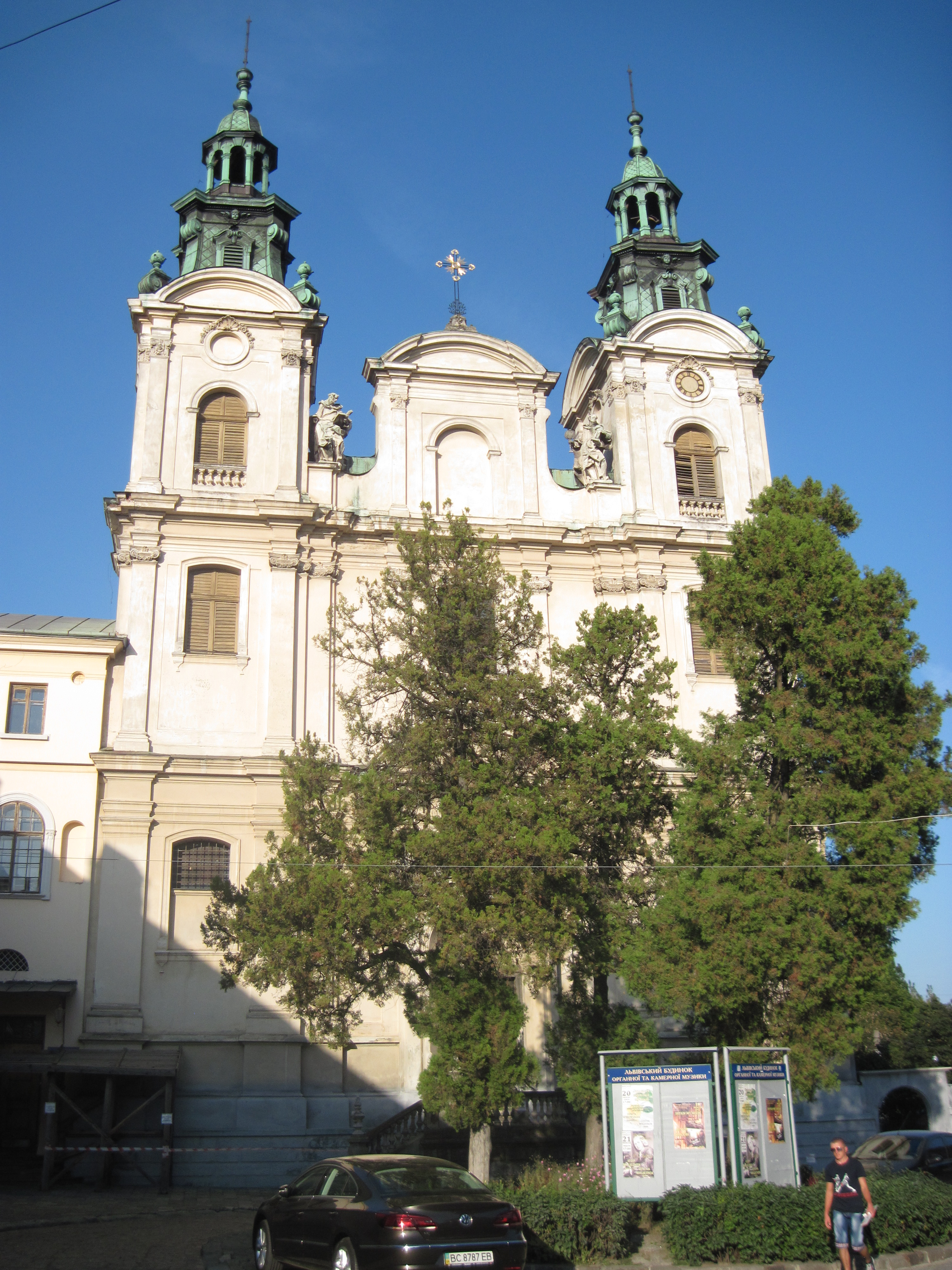
Костел Марії Магдалени, Львів. Фасад, осінь 2014

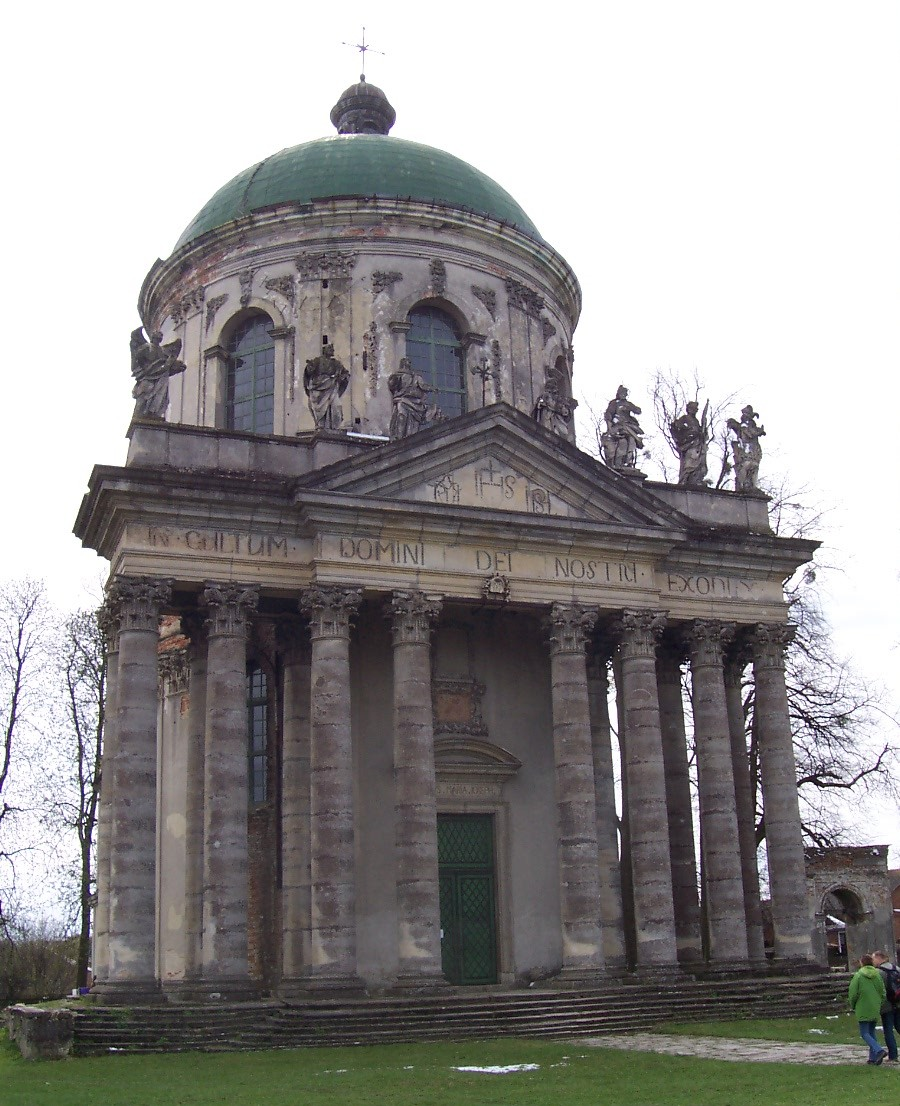
Костел св. Йосипа, Підгірці

У джерелах зустрічалось різні варіанти написання його прізвища — Fesinger, Fencinger, Fendzyngier, Fenzyngier, Fessinger, Fesynger. Ймовірно, походив з Брно. Син або молодший брат Фабіяна Фесінґера, правдоподібно, довший час з ним працював, після його смерті став власником його майстерні. Був війтом юридики святого Івана Хрестителя у Львові, заможним міщанином, власником «ґрунту» (віддалених провінціальних сіл), будинку.
В архівних джерелах згадується з 1741 року батько архітектора Клеменса Фесінґера. Польський дослідник Тадеуш Маньковський (1937) називав його «сницарем домініканським» через те, що з 1764-го він працював разом з архітектором Мартином Урбаніком над спорудженням об'єктів, що належали домініканцям у Львові і Тернополі.
Розквіт його діяльності, зосередженої в основному у Львові, припав на 1750—1769 роки. З 1765 року працював на замовлення брацлавського воєводи Станіслава Любомирського, який довірив скульпторові закінчити роботи в палаці князя на площі Ринок у Львові після смерті Мартина Урбаніка. З 1766 року отримував від магната сталу річну пенсію, надавав допомогу кредитами «марнотратному воєводі». Франциск Оленський, правдоподібно, розпочав навчання у Львові під його керівництвом.

## Доробок
- Домініканський костел Божого Тіла (Львів): у 1764 році розпочав роботи з виготовлення камінних статуй, що мали вінчати фасад; також виконав дерев'яну різьблену поліхромовану конструкцію органу (лат. moles organarius), яка потім згоріла[5].
- Статуї святих Антонія та Егідія перед фасадом костелу францисканців у Перемишлі різьбив у 1759—1760 роках[5].
- Дві камінні статуї святих-домініканців на фасаді костелу святої Марії Магдалини, Львів (перед 1764 роком)[5].
- Фігурки ангелів на консолях бічних вівтарів костелу святого Антонія у Львові. Початково створені для інших, невідомих потреб, можливо як боцетті. Фесінгерові приписані Тадеушем Маньковським.[8].
- Шість із восьми скульптур, які увінчують фасад костелу святого Йосипа в Підгірцях, а саме: зображення Архангела Рафаїла, Богоматері, святої Анни, святих Вацлава, Онуфрія, Петра та Йосифа. Про авторство відомо з угоди між Фесінгером і Вацлавом Жевуським від 1762 року. В ній замовник вимагає зокрема «статуї не вигинати», тобто фактично уникати барокової динаміки, підлаштувати до ранньокласицистичного характеру святині[9].

### Приписувані роботи
- Кам'яні статуї святого Антонія Падуанського і Непорочного Зачаття Матері Божої перед костелом святого Антонія у Львові. Авторство Фесінгерові приписував Адам Бохнак, який зокрема порівняв скульптуру Матері Божої з аналогічною перед костелом францисканців у Перемишлі. Існує й версія Збігнева Горнунга, який приписував їх Фабіанові Фесінгеру[8].
- Дерев'яні статуї домініканських святих у галереях[10] домініканського костелу в Тернополі (атрибуція Т. Маньковського).[5]
- Ймовірно, автор робіт у костелі в містечку Золотий Потік (зокрема, півфігури Ісуса Христа; нині відсутні)[11].
- Якуб Сіто приписує йому пару вівтарів бучацького парафіяльного костелу Внебовзяття[12]. На думку Анджея Бетлея, обличчя фігури янгола-охоронця у вівтарі святого Тадея бучацького костелу схоже на обличчя фігур з епітафії Йоанни Яблоновської[13] з Потоцьких у костелі єзуїтів у Львові[14].
- Значна участь у створенні серії з 18 дерев'яних різьблених статуй ченців різних орденів, що жили згідно із законом св. Августина, під куполом львівського костелу Божого Тіла (атрибуція Т. Маньковського)[5]. На думку З. Горнунга, Антон Осінський виконав asuehb святих Августина й Домініка над аркадами капланського і музичного хору в цьому костелі, також вісім пар головних представників ордену Августинів під тамбуром куполу цього костелу після пожежі 1766 року[15].
- Кам'яна фігура гетьмана Станіслава Яна Яблоновського[16], встановлена у 1752—1754 роках біля єзуїтського костелу, на сучасній площі Яворського, так як гетьман був фундатором ордену єзуїтів — була першим пам'ятником у Львові, який вшановував світську особу. Близько 1859 року пам'ятник встановили на Гетьманських валах у Львові (нині проспект Свободи), а 1932 року монумент перенесли на його попереднє місце. Безслідно зник після закінчення другої світової війни[17].